# Kell Åström

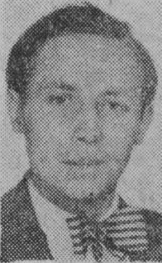
Kell Åström

Kell Åström, född 23 juli 1920 i Skurup, död 2004, var svensk arkitekt. 

## Biografi
Åström fick sin utbildning till arkitekt vid Lunds universitet 1939–1940, Kungliga Tekniska högskolan i Stockholm 1940–1944 och Kungliga Konsthögskolan 1948–1949. Det följde anställningar vid Vattenbyggnadsbyrån i Stockholm 1944–1946 och på stadsingenjörskontoret i Malmö 1947 samt hos Backström & Reinius i Stockholm 1947–1948. Sedan startade han egen verksamhet i kompanjonskap med arkitekterna Åke Ahlström 1954–1967 och Lars Bryde 1954–1959. Med inriktning på stadsplanering och bostadsbyggande samarbetade Åström med dessa.
Bland annat ritade Åström den hästskoformade centrumbyggnaden i Stockholmsförorten Rågsved och bostadshusen i kvarteren Sockerbruket, Tantobruket och Kulltorp strax väster om Södersjukhuset på Södermalm (tillsammans med Ahlström).
Åren 1967 till 1986 var Kell Åström professor i stadsbyggnad vid Lunds tekniska högskola och författade ett antal fackböcker om stadsplanering.

## Verk i urval

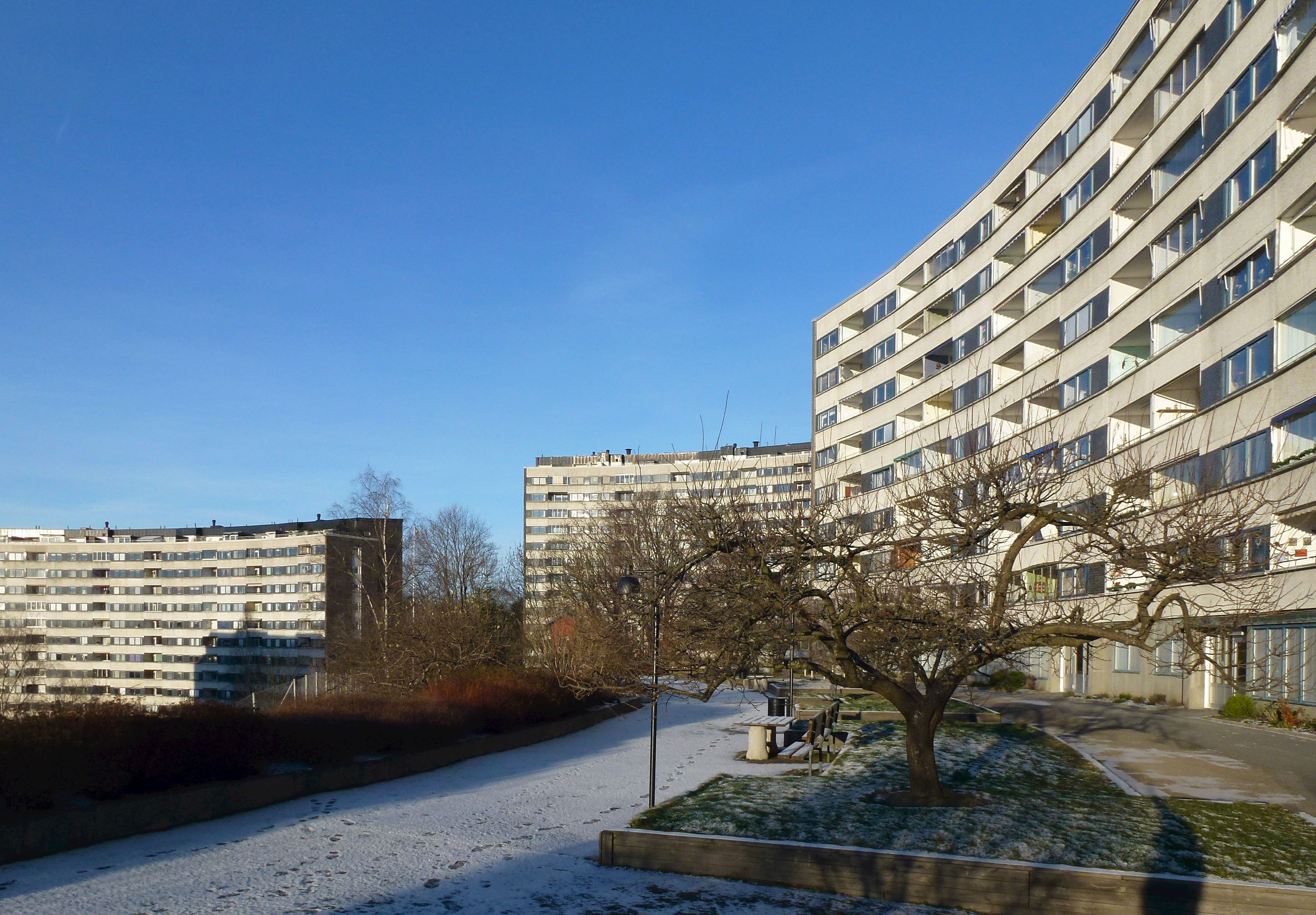
Bostadshus i Tantoområdet på Södermalm i Stockholm.

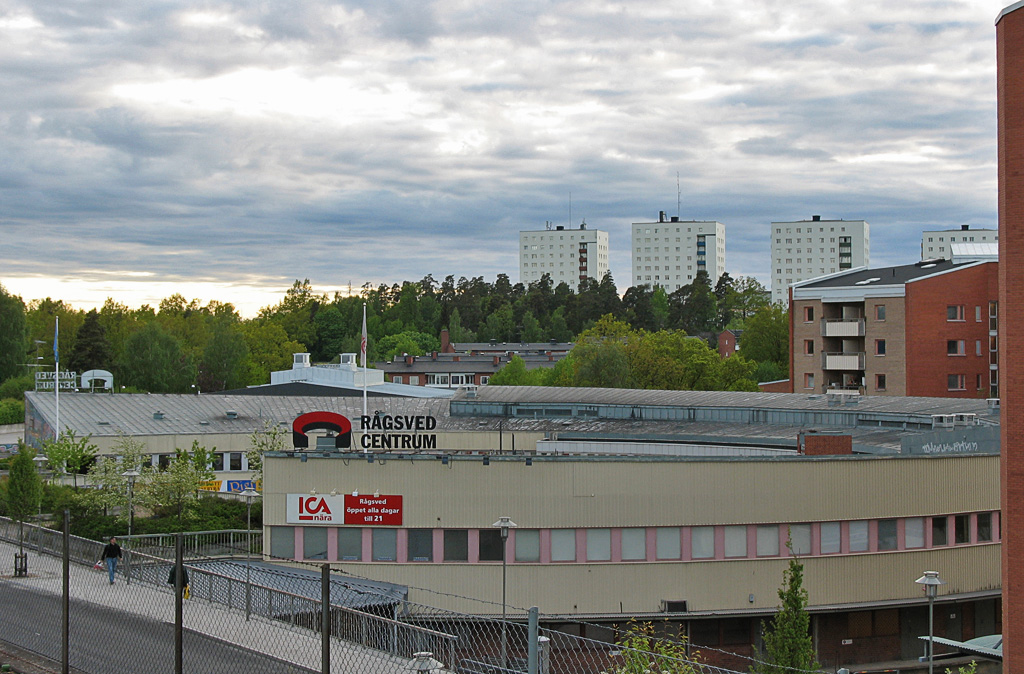
Rågsveds centrum, södra Stockholm.

- Rågsveds centrum, Stockholm 1959.
- Bostadsområdet Tanto, Stockholm 1965, tillsammans med Åke Ahlström.
- Kontorshus, kv Munklägret, Stockholm 1963.
- Bostadshus, kv Reuterdahl, Lund 1961.
- Generalplaner för Bollnäs, Hudiksvall, Nyköping och dispositionsplan för Saltsjöbaden 1955-1967.
- Stadsplaner i Stockholm, Linköping, Bollnäs, Forsa, Hudiksvall, Nyköping och Tyresö.
- Granängsringen, Tyresö.